# Carlo Gnocchi
Carlo Gnocchi (San Colombano al Lambro, 25 ottobre 1902 – Milano, 28 febbraio 1956) è stato un presbitero, educatore, attivista e scrittore italiano.
È stato beatificato da papa Benedetto XVI nel 2009.
Fu cappellano militare degli alpini durante la Seconda guerra mondiale e, a seguito della tragica esperienza della guerra, si adoperò ad alleviare le piaghe di sofferenza e di miseria create da quest'ultima.

## Biografia
(Carlo Maria Martini, prefazione agli Scritti di don Carlo Gnocchi)

### I primi anni
(Clementina Pasta, madre di don Gnocchi)

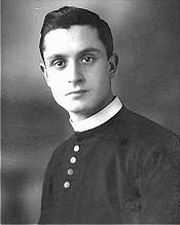
Immagine giovanile di don Gnocchi

Il Beato Carlo Gnocchi nacque a San Colombano al Lambro, un paese della pianura lombarda, a pochi chilometri da Lodi, da Enrico e Clementina Pasta, sarta. Ultimo di tre fratelli, perse il padre nel 1907, all'età di 5 anni, a causa della silicosi, malattia causatagli dal lavoro insalubre di marmista. Trasferitosi a Milano con la famiglia, perse in pochi anni i due fratelli, Mario, nel 1908, ed Andrea, nel 1915, a causa della tubercolosi.
Carlo crebbe in un ambiente molto devoto e fervente, e l'assidua frequentazione alle funzioni, nel paese di Montesiro, frazione di Besana in Brianza, dove spesso si trasferì da parenti a causa della salute cagionevole, lo avvicinò a don Luigi Ghezzi, coadiutore, che lo affiancò nella scelta di entrare in seminario.
Venne ordinato sacerdote nel 1925, dall'Arcivescovo di Milano, Eugenio Tosi, e lo stesso anno celebrò la sua prima messa a Montesiro.

### Educatore
(Carlo Gnocchi)
La passione primaria di Carlo Gnocchi, fin dai primi anni di sacerdozio, fu la crescita e l'educazione dei giovani avvicinatisi alla chiesa e all'oratorio.
Affidato prima alla parrocchia di Cernusco sul Naviglio e, nel 1926, alla popolosa San Pietro in Sala di Milano, protrasse per anni la sua vocazione, creando un profondo legame con i suoi parrocchiani.
La fama di educatore giunse al cardinale arcivescovo di Milano, Alfredo Ildefonso Schuster che, nel 1936, lo nominò direttore spirituale del prestigioso Istituto Gonzaga dei Fratelli delle Scuole Cristiane.

### La guerra
(Carlo Gnocchi, "Cristo con gli Alpini")
Sul finire degli anni trenta, Carlo Gnocchi venne nominato dal cardinal Schuster assistente spirituale della 2ª Legione Universitaria della MVSN "Arnaldo Mussolini" di Milano, che inquadrava anche gli studenti dell'Università Cattolica del Sacro Cuore e dell'Istituto Gonzaga.
Nel 1939 morì la madre, a cui era molto legato.
Allo scoppio della Seconda guerra mondiale, don Gnocchi partì volontario nel Battaglione alpini "Val Tagliamento", destinato al fronte greco/albanese.
Terminata la campagna dei Balcani nel 1941, nel 1942 Carlo Gnocchi, con il grado di tenente, ripartì per il fronte russo, a seguito della Divisione alpina "Tridentina", dove partecipò in veste di cappellano alla Battaglia di Nikolaevka. Sopravvissuto al conflitto, raccolse dai feriti e dai malati le loro ultime volontà, che lo porteranno, al rientro in patria, ad un viaggio per la penisola, messaggero tra le famiglie degli scomparsi. Andò tra le valli alpine a trovare i parenti dei commilitoni caduti. Entrato a far parte dell'O.S.C.A.R., aiutò ebrei e prigionieri alleati scappati a riparare in Svizzera. Scrisse articoli sulla rivista clandestina Il Ribelle e sul quotidiano diocesano L'Italia. Fu rinchiuso più di una volta nel carcere di San Vittore, ma ottenne la liberazione grazie all'intervento dell'arcivescovo di Milano, Ildefonso Schuster.
In quegli anni nacque l'idea di creare un centro caritatevole che potesse seguire le vittime di questa guerra, che si sviluppò in futuro con la nascita della Pro Juventute.

### Il dopoguerra
"Sogno, dopo la guerra, di potermi dedicare a un'opera di Carità, quale che sia, o meglio quale Dio me la vorrà indicare".
La drammatica esperienza della ritirata di Russia, vissuta come cappellano militare sempre presente sul fronte, maturò in don Gnocchi l'idea ed il fulcro della sua missione di carità: assistere le vittime della guerra, nella ricerca del riscatto del loro "dolore innocente".
Nel 1945 don Gnocchi venne nominato direttore dell'"Istituto Grandi Invalidi" di Arosio, accogliendo così i primi orfani e mutilati di guerra. Nel 1948 fondò la "Fondazione Pro Infanzia Mutilata", riconosciuta l'anno seguente  con decreto del Presidente della Repubblica Italiana. Lo stesso anno il Presidente del Consiglio, Alcide De Gasperi, nominò don Gnocchi consulente alla Presidenza del Consiglio per i mutilatini di guerra. Nel 1951 la Fondazione venne sciolta, ed ogni bene e struttura vennero donati alla neonata "Fondazione Pro Juventute"
A guerra finita, don Gnocchi sentì come suo dovere di accorrere in aiuto di quella parte dell'infanzia che era stata colpita più duramente.
Egli rivolse dapprima la sua opera assistenziale agli orfani degli alpini, ospitandoli nell'Istituto Arosio; successivamente dedicò le sue cure ai mutilatini ed ai piccoli invalidi di guerra e civili, fondando per essi una vastissima rete di collegi in molte città d'Italia (Cassano Magnago, Inverigo, Parma, Pessano con Bornago, Torino, Roma, Salerno, Milano, Firenze, Genova,...); infine aprì le porte di modernissimi Centri di rieducazione ai bambini affetti di poliomielite. A questa infanzia derelitta e minorata, cui egli aveva votata tutta la sua giovane esistenza, don Gnocchi dedicò una fra le sue più significative opere di educatore: Pedagogia del dolore innocente.

### La morte
(Ultime parole di Carlo Gnocchi)
(Tratto dal Testamento di Don Carlo Gnocchi)

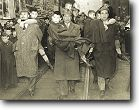
Processione di alpini e "mutilatini" ai funerali di don Gnocchi

Morì il 28 febbraio 1956, dopo alcune crisi, verso le 18:45 con un crocifisso fra le mani, donatogli dalla madre anni prima e voluto fortemente da don Gnocchi in quelle ultime ore. La metastasi del tumore che l'aveva colpito aveva raggiunto lo scheletro e l'apparato respiratorio.
Morendo fece dono delle sue cornee a due giovani ciechi, ospiti della sua fondazione, Silvio Colagrande e Amabile Battistello. La donazione, allora non ancora normata, venne eseguita da Cesare Galeazzi. Lo scalpore che suscitò nell'opinione pubblica accelerò il dibattito in materia, con la promulgazione a breve del D.L. n. 235 del 3 aprile 1957. Il suo esecutore testamentario sarà il suo amico don Giovanni Barbareschi.
Dopo circa trent'anni di permanenza nel Cimitero Monumentale di Milano, oggi la salma di Don Gnocchi è esposta sotto l'altare dell'omonimo Santuario, nel quartiere di San Siro di Milano.

## Il processo di beatificazione
(Un "mutilatino" durante le esequie svoltesi nel Duomo di Milano)

Francobollo emesso in ricordo del centenario della nascita di don Gnocchi

Dopo la morte di Don Carlo molteplici sono le persone e i fedeli che, invocandone l'aiuto, dichiarano di aver ricevuto grazie dal sacerdote. Per questi motivi, a trent'anni dalla morte, il cardinale arcivescovo di Milano Carlo Maria Martini istituì il Processo sulla vita, virtù e fama di santità (processo Diocesano) il 6 maggio 1987 concludendolo positivamente il 23 febbraio 1991. In 199 sessioni si ebbe la deposizione di 178 testi e venne raccolta una copiosa documentazione. Tale materiale istruttorio (per un totale di 4321 pagine) venne presentato, come di norma canonica, alla Congregazione per le Cause dei Santi di Roma dove Fratel Leone Luigi Morelli viene nominato Postulatore della causa di canonizzazione. Alla morte di quest'ultimo, avvenuta nel 2002, subentra Fratel Rodolfo Cosimo Meoli.
Dopo anni di analisi e accurate indagini, il 20 dicembre 2002 papa Giovanni Paolo II lo dichiara venerabile. Il processo non si ferma e il 17 gennaio 2009, nel nuovo pontificato di Benedetto XVI (dal 2005), viene riconosciuto con decreto papale un miracolo attribuito a don Carlo, un passo decisivo verso la gloria degli altari.
Il 2 marzo 2009, il cardinale Dionigi Tettamanzi preannuncia la beatificazione per il 25 ottobre 2009.
Il 25 ottobre 2009 il rito di beatificazione è stato presieduto dal prefetto della Congregazione delle cause dei santi, l'arcivescovo Angelo Amato. La santa Messa è stata celebrata dall'arcivescovo di Milano, cardinale Dionigi Tettamanzi alla presenza di numerosi sacerdoti ambrosiani e vescovi, tra cui il cardinal Giovanni Battista Re, prefetto della Congregazione per i vescovi, e l'ex-cerimoniere pontificio mons. Piero Marini.

### Il miracolo per la beatificazione
Ai fini della beatificazione la Chiesa cattolica ha considerato miracoloso quanto accaduto a Sperandio Aldeni, artigiano elettricista e alpino di Villa d'Adda, in Provincia di Bergamo, classe 1934, sposato e padre di tre figli, che nel tempo libero si recava alla Fondazione Don Carlo Gnocchi per aiutare i bambini handicappati. Il 17 agosto 1979, mentre si trovava in una cabina elettrica, fu colpito da una scarica di quindicimila volt (la sedia elettrica trasmette una scarica di duemila volt). I soccorritori lo trovarono con ustioni al petto e allo stomaco, tutto raggrinzito ma cosciente, mentre invocava Gesù, Maria e don Gnocchi. Quando fu portato al Centro Gravi Ustionati degli Ospedali Riuniti di Bergamo, i medici constatarono "l'assoluta eccezionalità della sopravvivenza immediata all'evento folgorativo, che è rarissima in casi del genere" e "la totale assenza di danni tessutali, dovuti alla scarica elettrica. Anche in caso di evento non mortale, si sarebbero dovuti riscontrare segni di sofferenza di organi interni, attraversati dalla corrente come dimostrano le cicatrici di entrata alle mani, all'addome, e le cicatrici di uscita ai piedi". Il 20 ottobre 1979 fu dimesso e in breve ritornò alla vita normale di prima.
Il 5 luglio 2007 la Consulta Medica della Congregazione per le cause dei santi dichiarò l'evento scientificamente inspiegabile, giudizio confermato il 4 novembre 2008 dai consultori teologi e il 13 gennaio 2009 dai cardinali e vescovi della Congregazione. Il 17 gennaio 2009 papa Benedetto XVI autorizzò la promulgazione del decreto con cui l'evento veniva considerato un miracolo ottenuto per intercessione del Venerabile Carlo Gnocchi, aprendo la strada alla sua beatificazione.

## Onorificenze
(Giulio Andreotti)

La salma di don Gnocchi portata in processione dagli Alpini in piazza Duomo, a Milano, in occasione della sua beatificazione (25 ottobre 2009).

L'opera assistenziale da lui voluta sotto il nome di Fondazione Don Gnocchi pro Juventute, attualmente denominata Fondazione don Carlo Gnocchi Onlus, è stata premiata nel 2003 con medaglia d'oro al merito della sanità pubblica

## Opere
Fra gli altri suoi scritti si ricordano:
- Gli scritti (1934-1956)
- Cristo con gli alpini 1ª edizione, 1942, Stefanoni, Lecco
- Restaurazione della persona umana edizioni Libreria editrice vaticana
- Educazione del cuore
- Pedagogia del dolore innocente, su ilcattolico.it.
- Dio è tutto qui. Lettere di una vita edizioni Mondadori
- Poesia della vita edizioni San Paolo
- Caro Giorgio, tuo don Carlo. Lettere e cartoline inedite a Giorgio Buccellati (1941-1943), Interlinea edizioni

## Filmografia
- Don Gnocchi - L'angelo dei bimbi (2004), regia di Cinzia TH Torrini